# 신센구미!
《신센구미!》(일본어: 新選組! 신센구미![*])는 2004년 1월 11일부터 12월 12일까지 방영된 43번째 NHK 대하드라마이다. 주연은 SMAP의 카토리 싱고, 원작 및 각본은 미타니 고키가 담당하였다. 대한민국에서는 채널J에서 《바람의 검 신선조!》라는 제목으로 방영되었다.

## 줄거리
1864년 교토에서 곤도 이사미, 히지카타 도시조가 이끄는 신센구미는 불온한 낭사(浪士)들을 단속하려고 출동한다. 이들은 초슈 번의 가츠라 고고로를 놓쳤지만 오키타 소지 등의 활약으로 큰 성과를 거둔다.
이 사건을 들은 사카모토 료마는 10년 전 에도에서 일어난 일을 회상하는데….

## 작품의 개요
이 작품은 제43번째의 NHK 대하드라마이고 드라마의 소재는 교토 수호직(京都守護職)의 산하에 있는 경비조직으로 알려진 신센구미이다. 기존의 역사소설을 원작으로 하지 않는 작품은 2000년도의 《아오이 도쿠가와 삼대》이후 4년만에 나왔다. 주연인 카토리 싱고는 대하드라마에 처음으로 출연했고 원작과 각본은 무대나 민간방송국 드라마에서 많은 작품을 손수 창작한 미타니 고키가 담당하였다. 이 작품은 곤도와 사카모토 료마나 가츠라 고고로가 에도에서 서로 아는 사이라는 등 사실과는 다른 대담한 창작을 포함하면서 존왕양이(尊王攘夷)를 명분으로 젊은이들이 펼치는 청춘군상극을 주제로 한 작품이다. 또한 '콘도 이사미에 있어서 중요한 49일'이 채택되어 기본적으로 그 중 하루의 이야기가 1회로 구성되고 있다. 신센구미의 무사들이나 지사들의 배역에는 실제의 연령에 가까운 젊은 배우나 소극장에서 활약하는 무대배우가 적극적으로 기용되었다.
드라마의 주제곡으로는 《류큐의 바람》이 방영된 이후 11년만에 가사가 붙여진 곡이 사용되었다. 그리고 각회의 서두에 역사적인 사실을 설명하는 것을 제외하고는 해설이 없는 대하드라마라는 이례적인 형식이 사용되었다. 작품의 중간에 나오는 이케다야 사건에서는 무대인 이케다야의 세트가 실제 건물의 설계도를 기초로 제작되었기 때문에 기존의 영화 등에서 묘사된 큰 계단은 없고 건물은 실제에 가깝게 협소하다. 이 작품에는 지금까지의 고정된 신센구미의 이미지를 쇄신하려는 노력이 반영되었고 제목에 있는 느낌표에는 '이것이야말로 신센구미다.'라는 생각이 들어 있다고 한다.
첫회의 시청률은 26.3%였으나 이것이 최고의 시청률이었다. 이후에는 시청률이 계속 떨어져서 평균 시청률은 17.4%에 이르렀다. 이것을 두고 절찬하거나 옹호하는 이들의 의견이 적지 않았고 찬반양론도 매우 격렬하였다. 이 작품의 이야기에는 신센구미대원 각자의 캐릭터와 그들의 인간관계가 정성스럽게 묘사되고 있으며, 각본에는 막부 말기를 선호하는 미타니의 지식과 연극인으로서의 구성력이 제시되어 있다.
이야기는 곤도 이사미의 처형으로 끝나기 때문에 히지카타 도시조가 신센구미를 이끌고 아이즈, 하코다테에서 전투를 벌이는 장면이 없었다. 그래서 지역의 관계자들에서 불만의 목소리가 나왔다고 한다. 이러한 사정과 시청자들의 희망으로 2006년 1월 3일에는 《신센구미! 히지카타 도시조 최후의 하루》가 정월시대극(正月時代劇)에서 이 작품의 속편으로 방영되었다.

## 등장인물

### 신센구미

#### 시위관(試衛館)의 동료들(9명의 주요 인물)
- 콘도 이사미: 카토리 싱고(SMAP)
- 히지카타 토시조: 야마모토 코지
- 오키타 소지: 후지와라 다쓰야(소년시절: 다나베 도키마사)
- 야마구치 하지메→사이토 하지메: 오다기리 조
- 도도 헤이스케: 나카무라 간타로
- 하라다 사노스케: 야마모토 다로
- 야마나미 게이스케: 사카이 마사토
- 나가쿠라 신파치: 야마구치 도모미쓰
- 이노우에 겐자부로: 고바야시 다카시

#### 미토파(精忠浪士組, 세이츄로시구미)
- 세리자와 가모: 사토 고이치
- 니이미 니시키: 아이지마 가즈유키
- 히라야마 고로: 사카타 다다시

#### 고료우에지(御陵衛士)가 된 대원(이토 도장 일파)
- 이토 가시타로: 다니하라 쇼스케
- 가노 오시오: 오하라 마사토

#### 그 외의 신센구미 대원
- 시마다 가이: 쇼에이
- 다케다 간류사이: 야시마 노리토
- 가와이 기사부로: 오쿠라 고지
- 야마자키 스스무: 가쓰라 기치야
- 마쓰바라 츄지: 고모토 마사히로
- 다니 쇼타케→곤도 슈헤이→다니 슈헤이: 아사리 요스케

#### 미부로시구미(壬生浪士組)
- 가스야 신고로: 이사키 고로
- 도노우치 요시오: 나마세 가쓰히사
- 네기시 유잔: 오쿠무라 고엔
- 아비루 에이자부로: 야베 다로

#### 로시구미(浪士組)
- 기요카와 하치로: 시라이 아키라
- 야마오카 뎃슈: 하바 유이치
- 마쓰다이라 치카라노스케→마쓰다이라 가즈사노스케: 후지키 다카
- 우도노 규오: 우메노 야스키요

### 타마(多摩) 및 시위관의 사람들
- 곤도 슈스케→곤도 슈사이: 다나카 구니에
- 곤도 후데: 노기와 요코
- 오키타 미쓰: 사와구치 야스코
- 다키모토 스테스케: 나카무라 시도
- 사토 히코고로: 고히나타 후미요
- 사토 노부: 아사다 미요코
- 고지마 시카노스케: 오노 다케히코
- 미야가와 오토고로: 아난 겐지
- 마쓰이 쓰네→곤도 쓰네: 타바타 토모코
- 오키타 린타로: 이노 요진

### 교토의 사람들
- 미유키 다유: 유카
- 오코: 유카(일인이역)
- 오우메: 스즈키 교카
- 야기 겐노죠: 이토 시로
- 야기 히데: 후키이시 가즈에
- 마사: 하시노 미에
- 아케사토: 스즈키 사와
- 오토세: 도다 게이코
- 오료: 아소 구미코
- 이쿠마쓰: 기쿠카와 레이
- 니시무라 가네후미; 혼마 겐이치

### 막말의 지사들

#### 토사 번
- 사카모토 료마: 에구치 요스케
- 다케치 한페이타: 데이비드 이토
- 모치즈키 가메야타: 미야케 히로키

#### 초슈 번
- 가쓰라 고고로→기도 간치→기도 다카요시: 이시쿠로 겐
- 구사카 겐즈이: 이케우치 히로유키

#### 사츠마 번
- 사이고 다카모리: 우지키 쓰요시
- 아리마 도타: 후루타 아라타

#### 그 외
- 사쿠마 쇼잔: 이시자카 고지
- 하시모토 사나이: 야마우치 다카야

### 아이즈 번
- 마쓰다이라 가타모리: 쓰쓰이 미치타카
- 히로사와 도미지로: 야지마 겐이치
- 아키즈키 데이지로: 호리베 게이스케

### 막부
- 히토쓰바시 요시노부→도쿠가와 요시노부: 이마이 도모히코
- 사사키 다다사부로: 이하라 쓰요시
- 가쓰 가이슈: 노다 히데키
- 우치야먀 히코지로: 사사키 이사오
- 나가이 나오무네: 사토 B사쿠
- 에노모토 다케아키: 구사나기 쓰요시
- 마쓰모토 료쥰: 다나카 데쓰지

### 조정
- 고메이 천황: 나카무라 후쿠스케
- 이와쿠라 유잔: 나카무라 유지

### 그 외의 시정(市井)
- 오코토: 다마루 마키
- 오노가와 오야카타: 사가와 데쓰로
- 오토미: 기무라 다에
- 휴스켄: 가비라 지에이

## 제작진
- 원작자: 미타니 고키
- 음악: 핫토리 다카유키
- 주제음악연주: NHK 교향악단(지휘: 히로카미 쥰이치)
- 시대고증: 오오이시 마나부, 야마무라 다쓰야
- 건축고증: 히라이 세이
- 의상고증: 고이즈미 기요코
- 음악고증: 오쿠무라 야스토
- 무술지도: 하야시 구니시로
- 일본국악지도: 혼조 히데타로
- 자료제공: 미노 유키도쿠, 가이요마루, 하우스텐보스, 도쿠가와 문화재단 등
- 제자(題字): 하기노 단세츠
- 촬영협력: 교토부, 교토시, 이바라키현, 이바라키현 이나마치, 치바 현 리쓰보소 마을(체험형 박물관), 하우스텐보스, 곤카이코묘 사, 가나가와현 오다와라시 등
- 제작총괄: 요시카와 고지
- 미술: 야마시타 고히코, 오카시마 다로, 야마우치 히로키
- 기술: 오누마 유지, 사사키 요시아키
- 음향효과: 요네모토 미쓰루, 오노테라 시게키, 이시카와 야스오
- 기록: 노다 시게코
- 편집: 이와사키 미키코
- 촬영: 오가사와라 요이치, 나가노 이사무, 히라노 다쿠야, 스기야마 요시카쓰
- 조명: 오이시 스미오, 나카무라 마사노리, 세키 야스아키
- 연출: 시미즈 가즈히코, 요시카와 구니오, 이세다 마사야, 야먀모토 도시히코, 요시다 고키, 고바야시 다이지, 도이 쇼헤이, 시미즈 다쿠야

## 방영일정과 시청률
- 제1회와 최종회는 1시간 확대판임.
- 제27회는 참의원선거 특별방송 때문에 지상파에서 19시 15분에서 20시 사이에 방영되었다.
- 미타니 고키에 의하면 부제목은 연관성을 의식하여 정해졌다고 한다.(예, 제5회와 제19회, 제12회와 제46회, 제39회와 제45회)
- 국내방영: 채널J(《바람의 검 신선조!》로 제목변경)

| 회수(回數)                                                       | 방영날짜  | 부제                       | 연출              | 신센구미에 가다                             | 시청률 |
| ---------------------------------------------------------------- | --------- | -------------------------- | ----------------- | ------------------------------------------- | ------ |
| 제1회                                                            | 1월 11일  | 흑선(黑船)이 왔다          | 시미즈 가즈히코   | 우라가와 페리의 내항                        | 26.3%  |
| 제2회                                                            | 1월 18일  | 다마의 자랑이란            | 시미즈 가즈히코   | 곤도 이사미의 고향 조후시                   | 23.9%  |
| 제3회                                                            | 1월 25일  | 어머니는 가출한다          | 시미즈 가즈히코   | 히지카타 도시조의 고향 히노시               | 20.3%  |
| 제4회                                                            | 2월 1일   | 천지가 뒤집어지다          | 시미즈 가즈히코   | 사쿠라다 문과 에도 성                       | 20.6%  |
| 제5회                                                            | 2월 8일   | 혼례식날에                 | 시미즈 가즈히코   | 곤도 이사미의 고향 조후 시                  | 20.4%  |
| 제6회                                                            | 2월 15일  | 휴스켄 도망치라            | 이세다 마사야     | 시위관과 천연이심류                         | 19.9%  |
| 제7회                                                            | 2월 22일  | 축 사대째의 이름 세습      | 이세다 마사야     | 곤도 이사미의 도복, 고지마 자료관           | 19.7%  |
| 제8회                                                            | 2월 29일  | 어찌될 것인가, 일본은      | 이세다 마사야     | 에도의 삼대도장                             | 18.5%  |
| 제9회                                                            | 3월 7일   | 모든 것은 이 편지에        | 이세다 마사야     | 사쿠마 쇼잔의 고향 마쓰시로 정              | 19.8%  |
| 제10회                                                           | 3월 14일  | 드디어 로시구미를 조직하다 | 이세다 마사야     | 히지카타 도시조의 고향 히노 시              | 15.6%  |
| 제11회                                                           | 3월 21일  | 어머님 다녀 오겠습니다     | 시미즈 가즈히코   | 기요카와 하치로와 덴즈인                    | 17.5%  |
| 제12회                                                           | 3월 28일  | 서쪽으로!                  | 시미즈 가즈히코   | 대원이 되고 싶어했던 남자 마쓰모토 스테스케 | 14.0%  |
| 제13회                                                           | 4월 4일   | 세리자와 가모 폭발         | 이세다 마사야     | 세리자와 가모와 미토, 다마쓰쿠              | 15.6%  |
| 제14회                                                           | 4월 11일  | 교에 도착하다              | 이세다 마사야     | 신센구미 주둔지 야기 저택                   | 14.4%  |
| 제15회                                                           | 4월 18일  | 갈 것인가, 남을 것인가     | 시미즈 가즈히코   | 신토쿠지                                    | 17.6%  |
| 제16회                                                           | 4월 25일  | 간략히 올립니다, 쓰네 님   | 시미즈 가즈히코   | 구 마에카와 저택                            | 16.6%  |
| 제17회                                                           | 5월 2일   | 처음 맞이하는 죽음         | 이세다 마사야     | 미부데라와 미부쿄겐                         | 15.6%  |
| 제18회                                                           | 5월 9일   | 첫출동! 미부로시(壬生浪士) | 이세다 마사야     | 아이즈 본진 곤카이코묘지                    | 15.4%  |
| 제19회                                                           | 5월 16일  | 장례를 치르는 날에         | 요시다 고키       | 충의의 번주 마쓰다이라 가타모리             | 15.5%  |
| 제20회                                                           | 5월 23일  | 가모를 술취하게 하지 말라  | 요시다 고키       | 육번조장 이노우에 겐자부로                  | 15.3%  |
| 제21회                                                           | 5월 30일  | 돗코이 사건                | 시미즈 가즈히코   | 오사카와 신센구미 대원                      | 14.2%  |
| 제22회                                                           | 6월 6일   | 지붕위의 가모              | 이세다 마사야     | 가쓰라 고고로의 아내 이쿠마쓰               | 17.9%  |
| 제23회                                                           | 6월 13일  | 정변, 팔월 십팔일          | 이세다 마사야     | 교토고쇼 하마구리고 문                      | 16.8%  |
| 제24회                                                           | 6월 20일  | 피해서는 통하지 않는 길    | 시미즈 가즈히코   | 신센구미의 이야기꾼 나가쿠라 신파치         | 17.8%  |
| 제25회                                                           | 6월 27일  | 신센구미 생성              | 시미즈 가즈히코   | 세리자와 습격장소 야기 저택                 | 19.3%  |
| 제26회                                                           | 7월 4일   | 국장 곤도 이사미           | 이세다 마사야     | 요시다 쇼인과 초슈, 하기 시                 | 17.4%  |
| 제27회                                                           | 7월 11일  | 이케다야 사건의 직전       | 이세다 마사야     | 교토 료젠 역사관                            | 13.4%  |
| 제28회                                                           | 7월 18일  | 그리고 이케다야로          | 시미즈 가즈히코   | 교토 이케다야                               | 16.6%  |
| 제29회                                                           | 7월 25일  | 초슈를 정벌하라            | 야마모토 도시히코 | 구사카 겐즈이와 초슈, 하기 시               | 14.4%  |
| 제30회                                                           | 8월 1일   | 나가쿠라 신파치의 반란     | 야마모토 도시히코 | 교토 료젠 묘지                              | 17.6%  |
| 제31회                                                           | 8월 8일   | 에도에 돌아가다            | 이세다 마사야     | 교토 시 아케보노테이 사건                   | 16.5%  |
| 제32회                                                           | 8월 15일  | 야마나미의 탈주            | 이세다 마사야     | 로시구미 외전                               | 14.8%  |
| 제33회                                                           | 8월 22일  | 벗의 죽음                  | 이세다 마사야     | 총장 야마나미 게이스케와 고엔지             | 16.1%  |
| 제34회                                                           | 8월 29일  | 데라다야 대소동            | 야마모토 도시히코 | 제2의 주둔지 니시혼간지                     | 18.1%  |
| 제35회                                                           | 9월 5일   | 잘 있거라, 미부무라        | 야마모토 도시히코 | 난부 번 탈번자 요시무라 간이치로            | 18.7%  |
| 제36회                                                           | 9월 12일  | 대결 미마와리구미!         | 이세다 마사야     | 사이고 다카모리와 가쓰 가이슈               | 16.0%  |
| 제37회                                                           | 9월 19일  | 삿쵸 동맹 체결!            | 시미즈 가즈히코   | 사쓰마 번 저택의 유적과 삿초 동맹           | 15.9%  |
| 제38회                                                           | 9월 26일  | 어느 대원의 할복           | 야마모토 도시히코 | 데리다야와 오료                             | 16.2%  |
| 제39회                                                           | 10월 3일  | 쇼군의 서거                | 이세다 마사야     | 다니 삼형제                                 | 14.5%  |
| 제40회                                                           | 10월 10일 | 헤이스케의 나그네길        | 시미즈 가즈히코   | 사카모토 료마의 고향 도사 현                | 14.2%  |
| 제41회                                                           | 10월 17일 | 다케다 간류사이의 몰락     | 고바야시 다이지   | 사카모토 료마 탈번의 길                     | 16.0%  |
| 제42회                                                           | 10월 24일 | 료마 암살                  | 시미즈 가즈히코   | 사카모토 료마 암살사건                      | 16.5%  |
| 제43회                                                           | 10월 31日 | 결전, 아부라노 고지        | 이세다 마사야     | 이토 가시타로와 도도 헤이스케               | 19.6%  |
| 제44회                                                           | 11월 7일  | 국장피습                   | 도이 쇼헤이       | 곤도 이사미의 피습                          | 17.9%  |
| 제45회                                                           | 11월 14일 | 겐자부로 전사하다          | 시미즈 가즈히코   | 도바 후시미 전투                            | 16.0%  |
| 제46회                                                           | 11월 21일 | 동쪽으로                   | 시미즈 가즈히코   | 병을 앓는 천재검사 오키타 소지              | 18.5%  |
| 제47회                                                           | 11월 28일 | 재회                       | 시미즈 가즈히코   | 고요친부타이 패하다                         | 17.3%  |
| 제48회                                                           | 12월 5일  | 나가레야마                 | 요시카와 구니오   | 곤도, 히지카타의 이별장소 나가레야마 시     | 16.2%  |
| 제49회 (최종회)                                                  | 12월 12일 | 사랑하는 벗이여            | 시미즈 가즈히코   | 신센구미대원 각자의 길                      | 21.8%  |
| 평균시청률: 17.4%(시청률은 간토 지방 비디오 리서치사에서 조사함) |           |                            |                   |                                             |        |